# Храбак, Дитрих
Ди́трих «Ди́тер» Хра́бак (нем. Dietrich "Dieter" Hrabak) (19 декабря 1914, Гросс-Дойбен, ныне в составе Бёлена, Саксония — 15 сентября 1995, Пфаффенхофен) — немецкий воздушный ас Второй мировой войны, сбил 125 самолётов противника, совершил более 1000 боевых вылетов. 109 своих побед одержал на Восточном фронте, остальные 16 — на Западном. Награждён Рыцарским крестом с Дубовыми Листьями.

## Биография
Поступил на службу в люфтваффе в 1935 году, прослужил до самого окончания войны — 8 мая 1945 года.
Во время Второй мировой войны командовал JG 52 и JG 54 — 2 самыми успешными и результативными эскадрами люфтваффе.
8 мая 1945 года в Курляндском котле получил приказ командующего 1-м воздушным флотом Пфлюгбейля до конца дня улететь во Фленсбург. В том же приказе говорилось о том, что транспортная авиация и флот в течение дня будут вывозить людей из котла, а сам Пфлюгбайль останется с теми, кто не сможет выбраться. Храбак не стал ждать прилёта транспортных самолётов, не стал сопровождать и корабли, рано утром улетел в Рейх. В результате, советская авиация сбила 33 «Юнкерса-52» с эвакуируемыми и потопила лихтер с солдатами.
Пфлюгбайль до 1954 г. был в советском плену.
Храбак после войны работал в автомобильной и химической промышленности. С 1955 года в бундеслюфтваффе. 30 сентября 1970 года вышел в отставку в звании генерал-майора.

## Цитаты
Дитрих Храбак был известен словами: «Если вы возвращаетесь из боя с победой, но без своего ведомого — вы проиграли» и «Летать и побеждать не мускулами, а прежде всего головой».

## Награды
- Почетный кубок люфтваффе (28 сентября 1940)
- Знак Истребитель в золоте с подвеской
- Железный крест 2-го класса (15 сентября 1939)
- Железный крест 1-го класса (28 мая 1940)
- Немецкий крест в золоте (10 июля 1944)
- Рыцарский крест с Дубовыми Листьями
  - Рыцарский крест (21 октября 1940) — гауптман, командующий группой II./JG 54
  - Дубовые Листья (№ 337) (25 ноября 1943) — оберст-лейтенант, командир эскадры JG 52
- Упоминался в «Вермахтберихт» 3 сентября 1944 года